# Полуночное безумие
«Полуночное безумие» (англ. Midnight Madness) — американский комедийный фильм 1980 года, поставленный режиссёрами Майклом Нанкином и Дэвидом Уэктером. По сюжету фильма студенты играют в ночную поисковую игру.

## Сюжет
Леон, местный гений, передаёт пяти студентам пригласительные билеты, в которых обещает им самое увлекательное приключение в их жизни. На собрании с ними Леон рассказывает, что они выбраны капитанами команд для его новой игры. Леон объясняет им её правила. От капитанов требуется собрать себе команды и найти транспорт. Студенты сразу отказываются играть в игру Леона, но чем ближе подходит вечер старта, тем сильнее берёт верх дух соперничества.
В вечер пятницы капитаны со своими командами собираются в условленном месте для старта игры. Им выдают различного цвета майки и конверты с первым заданием. С заходом солнца игра начинается. Суть игры состоит в следующем: разгадывая первую загадку, команда перебирается в то место, которое в ней зашифровано, там команда ищет новый ключ, указывающий на новое место. Таким образом, перебираясь из одного места в другое, команды должны добраться до финиша. Сам Леон следит за ходом игры из своего жилища, где имеется огромная карта города и много радиоаппаратуры, команды же должны периодически выходить с ним на связь и сообщать своё местоположение.
Команды перемещаются по Лос-Анджелесу, посещая различные места: обсерваторию Гриффита, музей пианино, пивоварню Pabst Blue Ribbon, ресторан, поле для мини-гольфа, международный аэропорт, зал игровых автоматов, гостиницу Westin Bonaventure.
Команды состоят из различных стереотипных персонажей. Например, члены жёлтой команды доброжелательные и любезные, они играют честно. В синей команде все эгоистичные и грубые, они обманывают при каждом удобном случае. Зелёная команда состоит из спортсменов школьной футбольной команды. Красная команда исключительно женская — в неё входят члены женского общества. Белая команда состоит целиком из одних ботаников.

## В ролях
- Дэвид Нотон — Адам Ларсон, капитан жёлтой команды
- Дебра Клинджер — жёлтая команда
- Дэвид Дамас — жёлтая команда
- Джоэль Кенни — жёлтая команда
- Майкл Джей Фокс — Скотт Ларсон
- Стивен Фёрст — Гарольд, капитан синей команды
- Патриция Элис Альбрехт — синяя команда
- Энди Теннант — синяя команда
- Брайан Фришмен — синяя команда
- Сэл Лопес — синяя команда
- Мэгги Розуэлл — Донна, капитан красной команды
- Робин Петти — красная команда
- Бетси Линн Томпсон — красная команда
- Кэрол Гвинн Томпсон — красная команда
- Эдди Дизен — Уэсли, капитан белой команды
- Марвин Кетзофф — белая команда
- Кристофер Сэндс — белая команда
- Михаэль Гитомер — белая команда
- Брэд Уилкин — Левитес, капитан зелёной команды
- Курт Айерс — зелёная команда
- Тревор Хенли — зелёная команда
- Кени Лонг — зелёная команда
- Алан Соломон — Леон
- Дебора Рихтер — Конфетка
- Кирстен Бейкер — Солнышко

- Некоторые известные актёры приняли участие в фильме в эпизодах: Пол Рубенс, Джон Фидлер, Марвин Каплан.
- Это первое появление на киноэкране Майкла Джей Фокса, известного в будущем как Марти Макфлай из трилогии «Назад в будущее».

## История создания
В 1973 году в Лос-Анджелесе дизайнер Дональд Ласкин (Donald Luskin) и его друг Патрик Карлайл придумали игру «Игра» («The Game»). Суть игры заключалась в решении головоломок, решая которые в течение ночи было необходимо передвигаться от одного места в городе к другому. Несмотря на то, что «Игра» была «подпольным» событием, она привлекла внимание газеты The Los Angeles Times. По мотивам «Игры» и был задуман этот фильм.

## Прокат
Фильм был выпущен с рейтингом PG (детям рекомендуется просмотр вместе с родителями). Это был второй фильм от Walt Disney с таким рейтингом (первым была «Чёрная дыра»). Все предыдущие фильмы компании выходили с рейтингом G (демонстрируется без ограничений). Тем не менее компания Disney не упоминалась в титрах.
Фильм в конечном итоге собрал в североамериканском прокате 2,9 млн долларов. В 2001 году он был издан на DVD компанией Anchor Bay Entertainment, а в 2004 году последовало издание от компанией Disney, в которое уже был добавлен и логотип компании.

## Оценки
Фильм получил сдержанные отзывы. Роджер Эберт в своей рецензии выразил разочарование по поводу этой работы Майкла Нанкина, хотя был поклонником ранних его работ.